# L'oro delle tigri
L'oro delle tigri è una raccolta poetica scritta da Jorge Luis Borges nel 1972.

## Edizioni in italiano
- Jorge Luis Borges; L'oro delle tigri, traduzione di J. Rodolf Wilcock e Livio Bacchi Wilcock, Rizzoli, Milano 1974
- Jorge Luis Borges; L'oro delle tigri, a cura di Tommaso Scarano, con testo originale a fronte, Adelphi, Milano 2004